# RNF11
RNF11 (англ. Ring finger protein 11) – білок, який кодується однойменним геном, розташованим у людей на короткому плечі 1-ї хромосоми.  Довжина поліпептидного ланцюга білка становить 154 амінокислот, а молекулярна маса — 17 444.
| 10         |  | 20         |  | 30         |  | 40         |  | 50         |
| ---------- |  | ---------- |  | ---------- |  | ---------- |  | ---------- |
| MGNCLKSPTS |  | DDISLLHESQ |  | SDRASFGEGT |  | EPDQEPPPPY |  | QEQVPVPVYH |
| PTPSQTRLAT |  | QLTEEEQIRI |  | AQRIGLIQHL |  | PKGVYDPGRD |  | GSEKKIRECV |
| ICMMDFVYGD |  | PIRFLPCMHI |  | YHLDCIDDWL |  | MRSFTCPSCM |  | EPVDAALLSS |
| YETN       |  |            |  |            |  |            |  |            |

A: Аланін

C: Цистеїн

D: Аспарагінова кислота

E: Глутамінова кислота

F: Фенілаланін

G: Гліцин

H: Гістидин

I: Ізолейцин

K: Лізин

L: Лейцин

M: Метіонін

N: Аспарагін

P: Пролін

Q: Глутамін

R: Аргінін

S: Серин

T: Треонін

V: Валін

W: Триптофан

Кодований геном білок за функцією належить до фосфопротеїнів. 
Задіяний у таких біологічних процесах як убіквітинування білків, поліморфізм. 
Білок має сайт для зв'язування з іонами металів, іоном цинку. 
Локалізований у цитоплазмі, ядрі, ендосомах.